# Crotalus cerastes
Crotalus cerastes là một loài rắn trong họ Rắn lục. Loài này được Hallowell mô tả khoa học đầu tiên năm 1854.
Loài rắn đuôi chuông này được tìm thấy ở các vùng sa mạc của miền tây nam Hoa Kỳ và tây bắc Mexico. Ba phân loài hiện đang được công nhận, bao gồm cả phân loài được mô tả ở đây.

## Hình ảnh

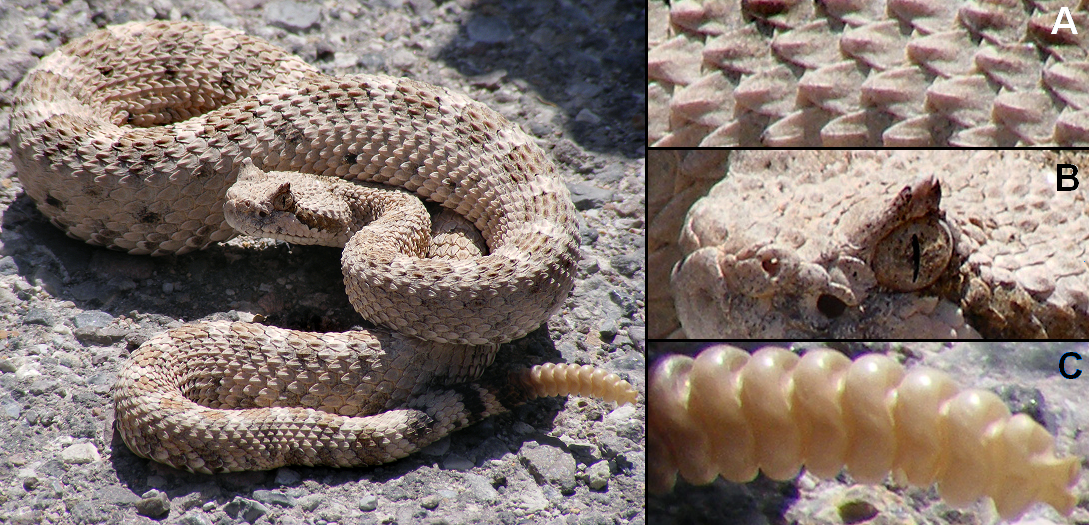
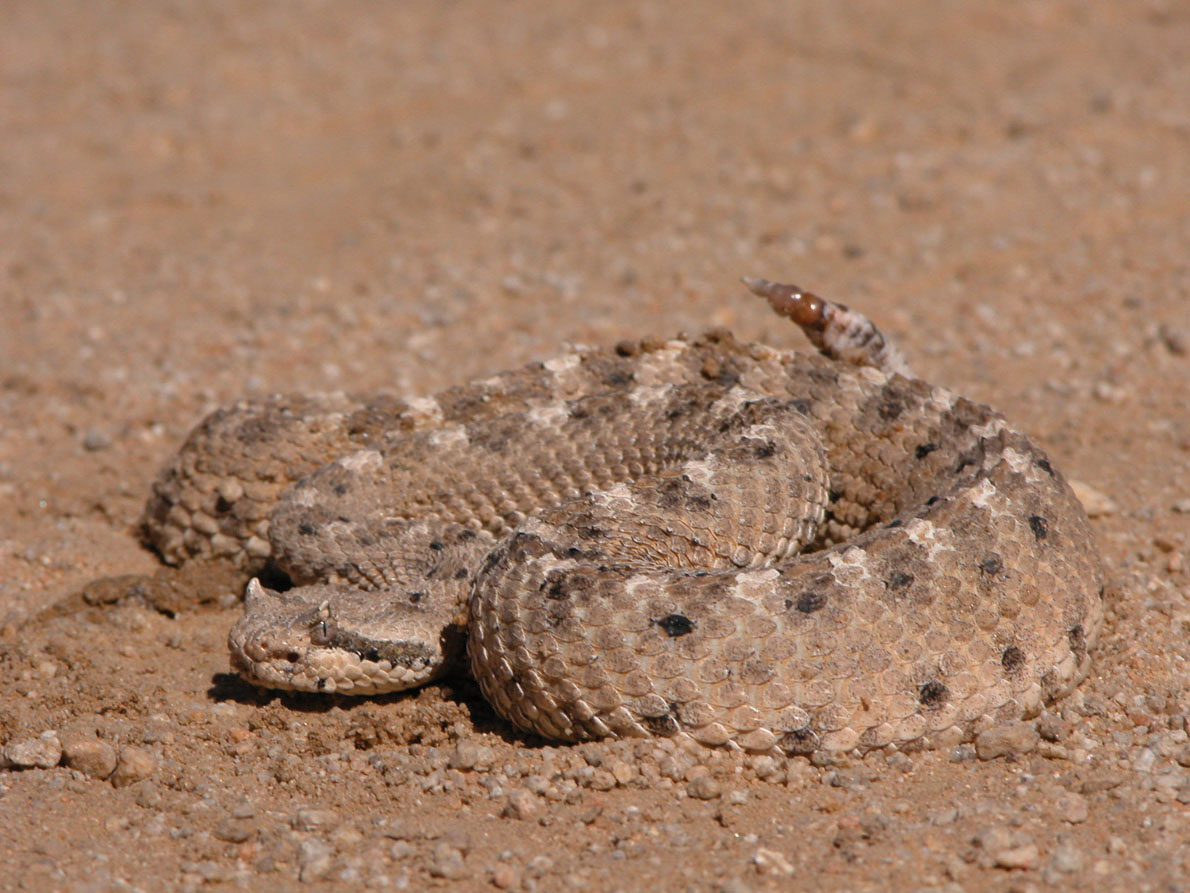
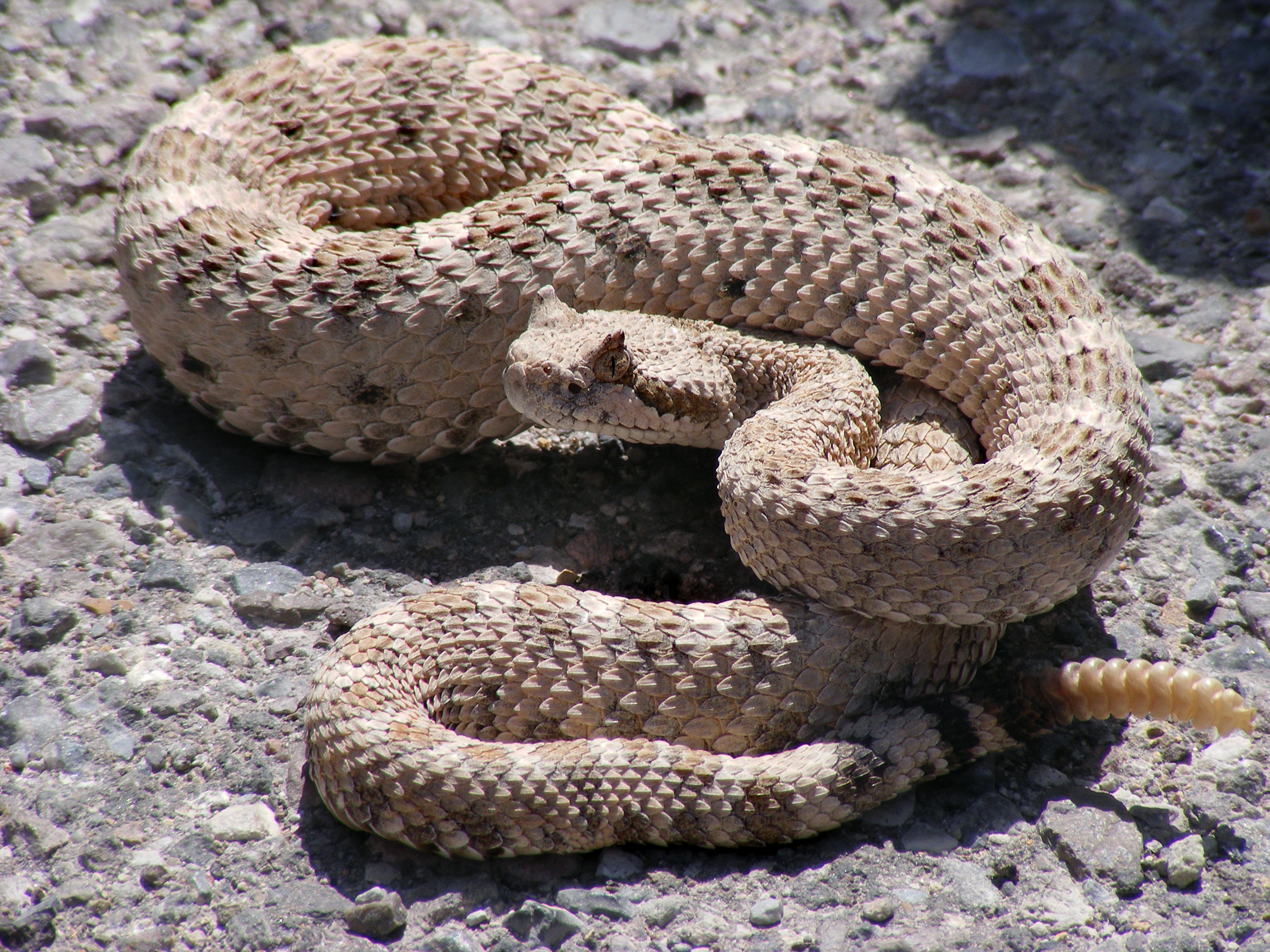
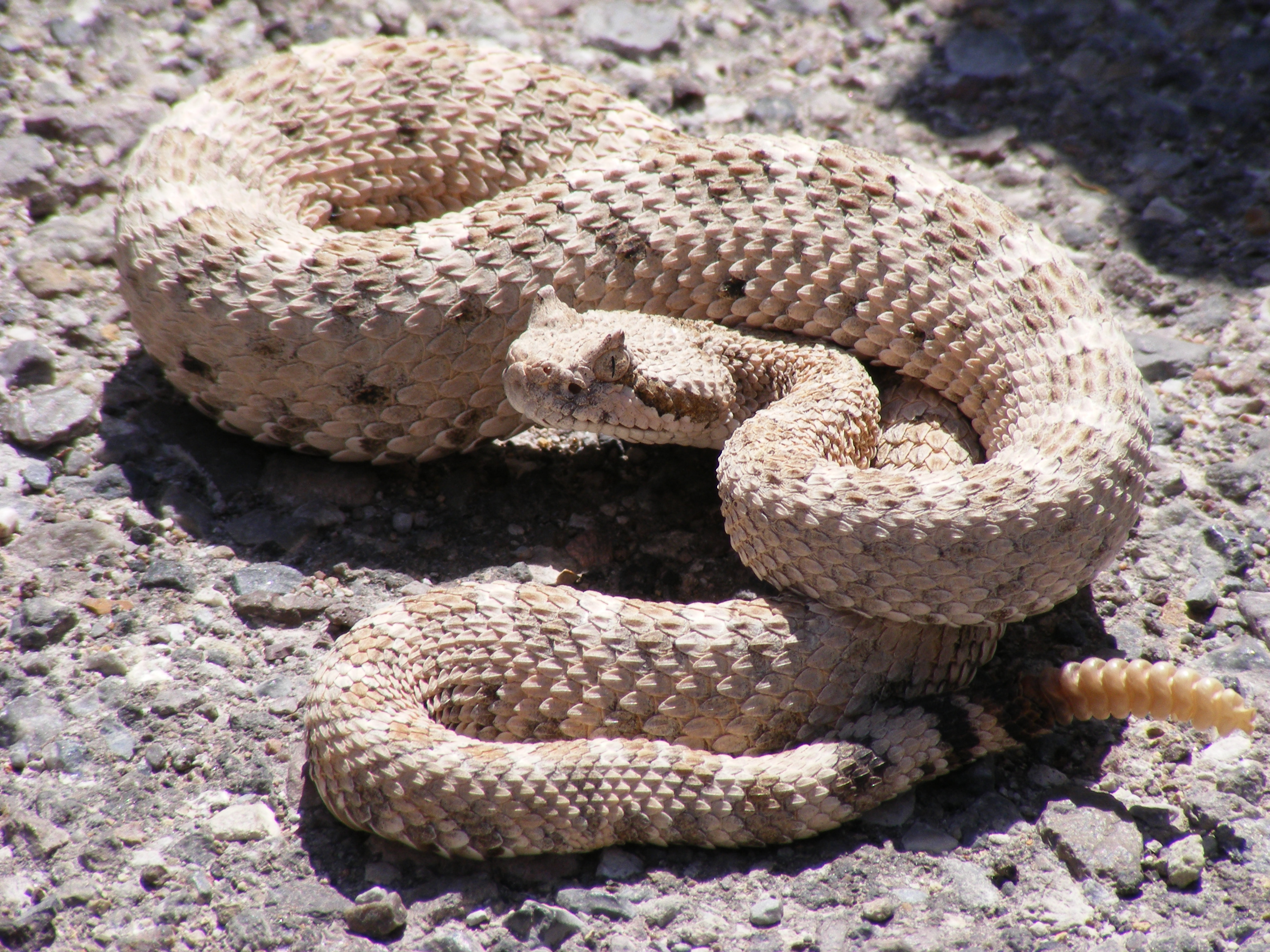